# Třída Tarakan
Třída Tarakan je třída zásobovacích tankerů indonéského námořnictva. Jejich hlavním úkolem je poskytovat válečným lodím palivo a další zásoby. Do roku 2024 byly objednány tři jednotky této třídy.

## Stavba
Prototypovou jednotku Tarakan postavila indonéská loděnice PT Dok & Perkapalan Kodja Bahari (Persero). Druhou a třetí jednotku Bontang postavila loděnice BMC (PT. Batamec) v Batamu. Tanker Bontang byl na vodu spuštěn 26. září 2018. Jeho sesterský tanker Balongan byl spuštěn 4. září 2024.
Jednotky třídy Tarakan:
| Jméno              | Spuštěna      | Vstup do služby   | Status  |
| ------------------ | ------------- | ----------------- | ------- |
| KRI Tarakan (905)  | 2014          | 26. září 2014     | aktivní |
| KRI Bontang (907)  | 26. září 2018 | 28. února 2020    | aktivní |
| KRI Balongan (908) | 4. září 2024  | 17. prosince 2024 | aktivní |

## Konstrukce

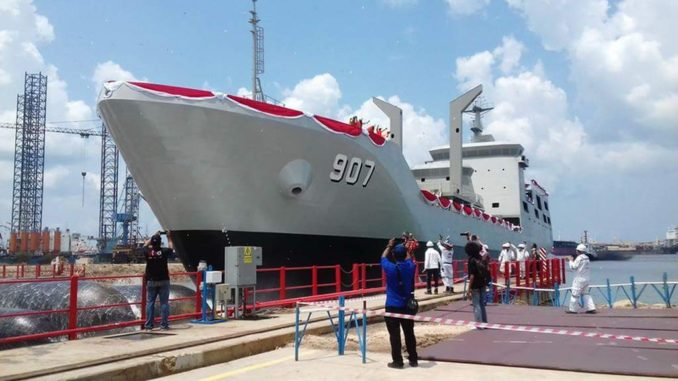
KRI Bontang (907)

Tanker pojme až 5,500 m3 paliva a dalších zásob (munice, potraviny aj.). Je vybaven dvěma zásobovacími stanicemi, po jedné na obou bocích. Pro svou obranu nese dva 20mm kanóny a dva 12,7mm kulomety. Na zádi se nachází přistávací plocha na vrtulník. Nejvyšší rychlost dosahuje osmnáct uzlů. Autonomie provozu je třicet dnů. Dosah je 7680 námořních mil.